# Венеція-де-Жос
Венеція-де-Жос (рум. Veneția de Jos) — село у повіті Брашов в Румунії. Входить до складу комуни Переу.
Село розташоване на відстані 174 км на північний захід від Бухареста, 39 км на північний захід від Брашова.

## Населення
За даними перепису населення 2002 року у селі проживали 728 осіб.
Національний склад населення села:
| Національність | Кількість осіб | Відсоток |
| -------------- | -------------- | -------- |
| румуни         | 690            | 94,8%    |
| цигани         | 26             | 3,6%     |
| угорці         | 12             | 1,6%     |

Рідною мовою назвали:
| Мова      | Кількість осіб | Відсоток |
| --------- | -------------- | -------- |
| румунська | 690            | 94,8%    |
| циганська | 26             | 3,6%     |
| угорська  | 12             | 1,6%     |